# Poker Solitaire

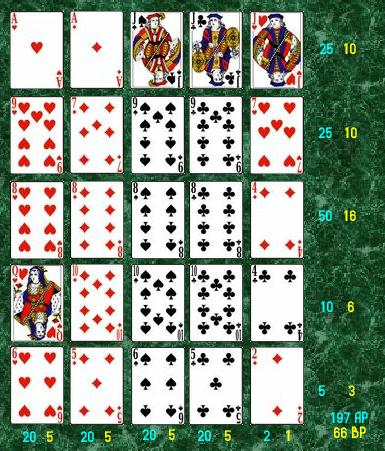
Plateau de jeu du Poker Solitaire

Le Poker Solitaire (également appelé « Poker Patience » ou « Poker Squares ») est un jeu de cartes de type « patience ». 

## Présentation
Le Poker Solitaire résulte de la combinaison de deux des principaux jeux de 54 cartes, mais suivant la logique des jeux de patiences, c'est-à-dire à l'apanage d'un seul joueur. Contrairement aux jeux de solitaire ordinaires dont le but est de respecter des couleurs et l'ordre des valeurs, ce jeu consiste à construire des combinaisons de poker à l'aide de 25 cartes.
Une fois les 25 cartes distribuées, les points sont marqués à partir de mains formées horizontalement ou verticalement dans une grille de cinq lignes et cinq colonnes. Il existe deux critères de classification de points. À l'anglaise, le joueur doit obtenir au minimum 70 points pour remporter la manche. Ce chiffre passe à 200 dans la méthode américaine. La plus forte combinaison, la quinte flush royale, rapporte 30 ou 100 points.